# Godzilla Junior
(Azusa Gojo)
Godzilla Junior (ゴジラジュニア?, Gojira junia), è un kaijū (mostro misterioso) figlio di Godzilla, che fece il suo debutto nel film Toho Gojira VS Mekagojira.

## Concepimento
Durante la produzione di Gojira VS Mekagojira, la decisione d'introdurre un personaggio simile a Minilla, il primo figlio adottato di Godzilla, fu fatta per attirare il pubblico femminile che rese Godzilla contro Mothra un successo finanziario, malgrado le obiezioni del regista Takao Okawara, che teneva un'opinione bassa dei film dei tardi anni sessanta che raffigurarono il personaggio. Okawara lo ridisegnò come una creatura più simile a un dinosauro del suo predecessore, ma tentò di renderlo fisicamente carino per contrastarlo col coprotagonista più brutale Mechagodzilla. Baby Godzilla fu raffigurato dall'attore Hurricane Ryu, vestendosi in un costume con bocca e occhi animatronici. La pelle fu deliberatamente resa più liscia di quella di Godzilla, per accennare che non fosse ancora stato esposto alle radiazioni come suo padre. Secondo Kenpachiro Satsuma, Godzilla Junior non fu inteso come un figlio di Godzilla propriamente detto, ma il "figlio d'un cugino."
In Gojira VS Spacegojira, il direttore degli effetti speciali, Koichi Kawakita, ridisegnò il giovane Godzilla come un personaggio più caricatorale, avendo detestato la sua precedente apparenza come un dinosauro. Kawakita intendeva riutilizzare il suo nuovo design per uno spin-off intitolato Le avventure sotterranee del piccolo Godzilla. Fu raffigurato da "Little Frankie", un wrestler afflitto dal nanismo.
Durante lo sviluppo di Gojira VS Destroyer, fu proposto di avere Godzilla scontrarsi con suo figlio, ormai posseduto dallo spirito del Godzilla del 1954, ma l'idea fu scartata. Hurricane Ryu riprese il ruolo di Godzilla Junior, e fu raffigurato attraverso un costume di lattice, ma siccome il costume era uguale in grandezza di quello del Godzilla adulto, un piccolo burattino animatronico fu usato durante le scene dove interagisce con suo padre.

## Storia
Godzilla Junior appare per la prima volta in Gojira VS Mekagojira nella forma d'un uovo. Un gruppo di geologi, pensando che sia l'uovo d'un Pteranodon, lo scoprono e lo portano a Giappone per ulteriore studio. L'uovo dimostra poteri psichici, imprintandosi alla biologista Azusa Gojo prima di schiudersi e rivelarsi di essere infatti un "godzillasauro". Quando Godzilla appare, avendo seguito i richiami telepatici del giovane, il piccolo Godzilla si unisce a suo padre su Birth Island.
In Gojira VS Spacegojira, il giovane Godzilla, ribattezzato "Little Godzilla", interagisce periodicamente con gli umani collocati sull'isola. Little Godzilla viene ferito e imprigionato da SpaceGodzilla, ma ritrova la libertà quando il mostro spaziale viene sconfitto attraverso un'alleanza tra Godzilla e M.O.G.U.E.R.A..
In Gojira VS Destroyer, un'esplosione sotterranea su Birth Island causa un'ulteriore mutazione in Godzilla Junior, facendolo crescere fino ai 40 metri. Riesce a sconfiggere la forma volante di Destoroyah, ma viene ucciso quando l'ultimo attiene alla sua forma finale. Dopo il meltdown nucleare di suo padre, Godzilla Junior assorbe le sue radiazioni e ritorna in vita, raggiungendo le dimensioni di Godzilla.

## Filmografia
- Gojira VS Mekagojira (1993)
- Gojira VS Spacegojira (1994)
- Gojira VS Destroyer (1995)